# Reparto modal
El reparto modal es el porcentaje de viajeros que usan un modo de transporte, o bien de la cantidad de viajes realizada en este modo. En el transporte de mercancías, esto puede medirse con arreglo a la masa transportada.
El reparto modal es un componente importante para el desarrollo de sistemas de transporte sostenible en una ciudad o región. En los últimos años, muchas ciudades han establecido objetivos de reparto modal para aumentar el uso de modos equilibrados y sostenibles de transporte: por ejemplo, es habitual perseguir un 30% de modos no motorizados (caminar, bicicleta) y un 30% de transporte público. Estas metas reflejan la intención de reducir en lo posible los modos motorizados privados (coche o motocicleta privados, por ejemplo), por considerar que introducen externalidades negativas a la población (tráfico, accidentalidad, uso de espacio público, contaminación, accidentes, etcétera).

## Comparación de datos
Los datos de reparto modal se obtienen habitualmente mediante encuestas, encargadas por los gobiernos locales, y que emplean distintas metodologías. Las técnicas de muestreo y de entrevistado, las definiciones, los ámbitos geográficos a considerar y otras diferencias de método pueden hacer que los datos no sean directamente equivalentes en distintas ciudades. Las encuestas más habituales preguntan por el modo principal de transporte usado para acudir al trabajo.

## Reparto modal de los viajes al trabajo
Las siguientes tablas muestran el reparto modal de los viajes al trabajo en una selección de ciudades.

### Ciudades de más de un millón de habitantes
| Ciudad           | a pie | en bicicleta | en transporte público | en vehículo privado motorizado | año       |
| ---------------- | ----- | ------------ | --------------------- | ------------------------------ | --------- |
| Adelaida         | 3%    | 1%           | 10%                   | 86%                            | 2006      |
| Auckland         | 3%    | 1%           | 6%                    | 89%                            | 2009-2012 |
| Barcelona        | 40%   | 2%           | 33%                   | 25%                            | 2012      |
| Pekín            | 21%   | 32%          | 26%                   | 21%                            | 2005/2011 |
| Berlín           | 30%   | 13%          | 26%                   | 31%                            | 2008      |
| Brisbane         | 4%    | 1%           | 14%                   | 81%                            | 2006      |
| Brussels         | 25%   | 2.5%         | 28%                   | 43%                            | 2010      |
| Bogotá           | 15%   | 2%           | 64%                   | 19%                            | 2008      |
| Boston           | 14%   | 2%           | 35%                   | 45%                            | 2009      |
| Budapest         | 22%   | 2%           | 30%                   | 46%                            | 2004      |
| Chicago          | 6%    | 1%           | 27%                   | 61%                            | 2009      |
| Dallas           | 2%    | 0%           | 4%                    | 89%                            | 2009      |
| Daejeon          | 26%   | 2%           | 28%                   | 44%                            | 2012      |
| Delhi            | 21%   | 12%          | 48%                   | 19%                            | 2008/2011 |
| Hamburgo         | 28%   | 12%          | 18%                   | 42%                            | 2008      |
| Houston          | 2%    | 0%           | 4%                    | 88%                            | 2009      |
| Indianápolis     | 2%    | 1%           | 2%                    | 92%                            | 2009      |
| Las Vegas        | 3%    | 0%           | 3%                    | 89%                            | 2009      |
| Londres          | 21%   | 2%           | 44%                   | 34%                            | 2011      |
| Los Ángeles      | 3%    | 1%           | 11%                   | 78%                            | 2009      |
| Madrid           | 36%   | 0%           | 34%                   | 30%                            | 2006      |
| Melbourne        | 4%    | 2%           | 14%                   | 80%                            | 2012      |
| Mumbai           | 27%   | 6%           | 52%                   | 15%                            | 2008/2011 |
| Múnich           | 28%   | 17%          | 21%                   | 37%                            | 2011      |
| Nueva York       | 10%   | 1%           | 55%                   | 29%                            | 2009      |
| Osaka            | 27%   | 0%           | 34%                   | 39%                            | 2000      |
| París            | 61%   | 3%           | 27%                   | 9%                             | 2010      |
| Perth            | 3%    | 1%           | 10%                   | 86%                            | 2006      |
| Filadelfia       | 9%    | 2%           | 25%                   | 60%                            | 2009      |
| Phoenix          | 2%    | 1%           | 3%                    | 88%                            | 2009      |
| Portland         | 6%    | 6%           | 12%                   | 70%                            | 2009      |
| Praga            | 23%   | 1%           | 43%                   | 33%                            | 2009      |
| Roma             | 7%    | 0%           | 24%                   | 68%                            | 2001      |
| San Antonio      | 2%    | 0%           | 3%                    | 90%                            | 2009      |
| San Diego        | 3%    | 1%           | 4%                    | 85%                            | 2009      |
| San Francisco    | 10%   | 3%           | 32%                   | 46%                            | 2009      |
| San José         | 2%    | 1%           | 3%                    | 89%                            | 2009      |
| Santiago         | 34.5% | 4%           | 29.6%                 | 25.7%                          | 2012      |
| Seattle          | 8%    | 3%           | 20%                   | 63%                            | 2009      |
| Shanghái         | 27%   | 20%          | 33%                   | 20%                            | 2009/2011 |
| Singapur         | 22%   | 1%           | 44%                   | 33%                            | 2011      |
| Sídney           | 5%    | 1%           | 21%                   | 74%                            | 2006      |
| Taipéi           | 15%   | 4%           | 33%                   | 48%                            | 2009/2010 |
| Tokio            | 23%   | 14%          | 51%                   | 12%                            | 2008/2009 |
| Toronto          | 7%    | 2%           | 34%                   | 56%                            | 2006      |
| Viena            | 28%   | 6%           | 39%                   | 27%                            | 2012      |
| Varsovia         | 5%    | 1%           | 60%                   | 34%                            | 2009      |
| Washington D. C. | 11%   | 2%           | 37%                   | 43%                            | 2009      |

### Ciudades entre 250.000 y un millón de habitantes
| Ciudad                     | a pie | en bicicleta | en transporte público | en vehículo privado motorizado | año       |
| -------------------------- | ----- | ------------ | --------------------- | ------------------------------ | --------- |
| Aarhus                     | 7%    | 27%          | 19%                   | 43%                            | 2004      |
| Alicante                   | 18%   | 0%           | 13%                   | 69%                            | 2004      |
| Ámsterdam                  | 4%    | 38%          | 30%                   | 28%                            | 2010      |
| Bari                       | 13%   | 1%           | 14%                   | 72%                            | 2001      |
| Berna                      | 11%   | 11%          | 54%                   | 24%                            | 2001      |
| Bilbao                     | 23%   | 0%           | 34%                   | 43%                            | 2004      |
| Birmingham                 | 1%    | 1%           | 25%                   | 66%                            | 2001      |
| Bolonia                    | 8%    | 4%           | 21%                   | 67%                            | 2001      |
| Bonn                       | 9%    | 13%          | 21%                   | 57%                            | 2004      |
| Bratislava                 | 4%    | 0%           | 70%                   | 26%                            | 2004      |
| Bremen                     | 7%    | 19%          | 24%                   | 50%                            | 2004      |
| Bristol                    | 19%   | 8%           | 12%                   | 55%                            | 2011      |
| Canberra                   | 5%    | 2%           | 8%                    | 85%                            | 2006      |
| Christchurch               | 6%    | 8%           | 9%                    | 78%                            | 2009-2012 |
| Colonia                    | 8%    | 9%           | 27%                   | 56%                            | 2004      |
| Copenhague                 | 10%   | 26%          | 36%                   | 28%                            | 2012      |
| Córdoba                    | 18%   | 1%           | 10%                   | 71%                            | 2004      |
| Dortmund                   | 7%    | 3%           | 23%                   | 67%                            | 2004      |
| Dresde                     | 24%   | 17%          | 21%                   | 38%                            | 2008      |
| Düsseldorf                 | 11%   | 5%           | 31%                   | 53%                            | 2004      |
| Eindhoven                  | 3%    | 24%          | 8%                    | 65%                            | 2004      |
| Essen                      | 9%    | 2%           | 20%                   | 69%                            | 2004      |
| Florencia                  | 8%    | 4%           | 21%                   | 69%                            | 2001      |
| Fráncfort del Meno         | 11%   | 7%           | 39%                   | 43%                            | 2004      |
| Friburgo de Brisgovia      | 11%   | 13%          | 12%                   | 63%                            | 2004      |
| Gijón                      | 24%   | 0%           | 17%                   | 59%                            | 2004      |
| Gotemburgo                 | 12%   | 14%          | 21%                   | 52%                            | 2004      |
| Hanover                    | 9%    | 13%          | 29%                   | 49%                            | 2004      |
| Helsinki                   | 12%   | 6%           | 40%                   | 41%                            | 2004      |
| Las Palmas de Gran Canaria | 12%   | 0%           | 24%                   | 64%                            | 2004      |
| Lisboa                     | 10%   | 0%           | 46%                   | 40%                            | 2001      |
| Málaga                     | 12%   | 0%           | 11%                   | 77%                            | 2004      |
| Malmö                      | 6%    | 25%          | 18%                   | 51%                            | 2011      |
| Murcia                     | 23%   | 5%           | 32%                   | 39%                            | 2016      |
| Nápoles                    | 13%   | 0%           | 26%                   | 60%                            | 2001      |
| Núremberg                  | 30%   | 15%          | 23%                   | 32%                            | 2023      |
| Ottawa                     | 10%   | 2%           | 14%                   | 72%                            | 2011      |
| Palermo                    | 12%   | 1%           | 9%                    | 78%                            | 2001      |
| Róterdam                   | 5%    | 14%          | 25%                   | 56%                            | 2004      |
| Estocolmo                  | 15%   | 7%           | 43%                   | 33%                            | 2004      |
| La Haya                    | 5%    | 22%          | 30%                   | 43%                            | 2004      |
| Sevilla                    | 13%   | 6%           | 15%                   | 64%                            | 2012      |
| Stuttgart                  | 13%   | 4%           | 32%                   | 51%                            | 2004      |
| Tallín                     | 16%   | 0%           | 50%                   | 34%                            | 2004      |
| Turín                      | 12%   | 3%           | 5%                    | 79%                            | 2004      |
| Utrecht                    | 3%    | 21%          | 25%                   | 51%                            | 2004      |
| Valencia                   | 16%   | 1%           | 21%                   | 62%                            | 2004      |
| Valladolid                 | 22%   | 1%           | 20%                   | 57%                            | 2004      |
| Vigo                       | 19%   | 0%           | 13%                   | 68%                            | 2004      |
| Vilna                      | 36%   | 0%           | 26%                   | 38%                            | 2011      |
| Wellington                 | 11%   | 3%           | 19%                   | 65%                            | 2009-2012 |
| Zaragoza                   | 17%   | 0%           | 29%                   | 54%                            | 2004      |
| Zúrich                     | 8%    | 5%           | 63%                   | 25%                            | 2001      |

Notes: European data is based on the Urban Audit,  US data is based on the Census’ American Community Survey from 2009, Australian data is based on main method of transport to work as recorded by the ABS Census.

## Objetivos de reparto modal
La "Carta de Bruselas" firmada por 36 ciudades europeas, como Bruselas, Gante, Milán, Múnich, Sevilla, Edimburgo, Toulouse, Burdeos, Gdansk o Timisoara, compromete a las firmantes a alcanzar al menos un 15% de reparto modal ciclista para el año 2020, y pide a las instituciones europeas que busquen el mismo objetivo.